# Henry Douglas-Scott-Montagu (1er baron Montagu de Beaulieu)
Henry John Douglas-Scott-Montagu (5 novembre 1832 - 4 novembre 1905) est un homme politique du Parti conservateur britannique.

## Jeunesse
Il est le deuxième fils de Walter Montagu Douglas Scott, 5e duc de Buccleuch et de Charlotte Anne Thynne, fille de Thomas Thynne (2e marquis de Bath). Il fait ses études au Collège d'Eton.
Il souffre d'asthme sévère et les médecins lui recommandent de passer les hivers britanniques froids dans un climat plus chaud. En conséquence, dès l'âge de 15 ans, lui et son précepteur, le révérend Henry Stobart, voyagent outre-mer chaque hiver. Ces voyages sont devenus plus longs et les ont emmenés plus loin. Madère, l'Égypte, les Antilles, la Turquie, la Grèce, l'Afrique du Sud et les îles du Pacifique sont visitées au cours des 14 années suivantes.
En mars 1853, lui et son ami, Lord Schomberg Kerr, et leur précepteur arrivèrent à Sydney. Les jeunes aristocrates britanniques sont de rares visiteurs en Nouvelle-Galles du Sud et les matrones de Sydney avec des filles célibataires s'assurent de ne pas manquer d'invitations à des dîners, des bals et d'autres événements sociaux. Lord Henry réalise de nombreux croquis et peintures dans la colonie, dont certains sont maintenant détenus par la Mitchell Library et la John Oxley Library en Australie.

## Carrière politique
Il siège en tant que député conservateur pour le Selkirkshire de 1861 à 1868 et pour South Hampshire de 1868 à 1884. Il est Verderer officiel de la New Forest de 1890 à 1892 et colonel honoraire du 4e Hampshire Rifle Volunteers de 1885. En 1885, il est élevé à la pairie comme baron Montagu de Beaulieu, dans le comté de Southampton.

## Famille
Lord Montagu de Beaulieu épouse Cecily Susan Montagu-Stuart-Wortley, fille de John Stuart-Wortley (2e baron Wharncliffe), en 1865. En 1899, Lady Montagu donna 1 £ au Women's Suffrage Auxiliary Fund of the Englishwoman's Review. Ils ont deux fils et une fille, Rachel Cecily Douglas-Scott-Montagu, épouse de Henry Forster (1er baron Forster). Son fils John Douglas-Scott-Montagu (2e baron Montagu de Beaulieu) lui succède.